# Emir Hadžihafizbegović
Emir Hadžihafizbegović (20. kolovoza 1961.) je bosanskohercegovački kazališni, televizijski i filmski glumac. Ima i hrvatsko državljanstvo.
Član je Stranke demokratske akcije (SDA).

## Životopis

### Karijera
Emir je rođen 20. kolovoza 1961. godine u Tuzli. Diplomirao je glumu na Akademiji scenskih umjetnosti u Sarajevu 1986. godine. Od 1989. do 1992. radio je u Narodnom kazalištu u Tuzli. Ratne godine (1992. – 1995.) proveo je u vojsci BiH. 1996. pridružuje se ansamblu Narodnog kazališta u Sarajevu. U razdoblju od 1998. – 2005. godine radio je kao profesor glume na Akademiji dramskih umjetnosti u Tuzli. Od 2007. do 2011. je bio ministar kulture i sporta Sarajevske županije. Ostvario je više od 80 uloga u kazalištu, filmu i TV.

### Privatni život
Ratne godine proveo u Armiji Republike Bosne i Hercegovine (ARBiH) i Hrvatskom vijeću obrane (HVO). Živi u Sarajevu i Tuzli, u braku je i ima dvoje djece.

## Filmografija

### Televizijske uloge
- "Znam kako dišeš" (2023.)
- "San snova" kao Mirko Stošić (2023.)
- "Na rubu pameti" kao Jovo Hajduković (2022. – 2023.)
- "Masked Singer" kao Galeb (2022.)
- "Konak kod Hilmije" kao Hilmija (2018.)
- "Ne diraj mi mamu" kao Ivan Galijatović (2017.)
- "Dva smo svijeta različita" kao Fadil Opančić (2011.)
- "Lud, zbunjen, normalan" kao Samir Fazlinović (2007. – 2021.)
- "Turneja" kao Danilo (2011.)
- "Naša mala klinika" kao Garo Tužibabić (2011.)
- "Luda kuća" kao Jozo Orlović (2010.)
- "Odmori se, zaslužio si" kao Emir (2007.)
- "Tata i zetovi" kao Kamatar (2006.)
- "Naša mala klinika" kao Merinko Grčić (2006.)
- "Večernja škola: Povratak upisanih" kao glazbeni menadžer (2005.)
- "Bitange i princeze" kao Esad (2005.)
- "Crna hronika" kao Zaim (2004.)
- "Obećana zemlja" kao stražar (2002.)
- "Viza za budućnost" kao Nadir (2003. – 2004.)
- "Specijalna redakcija" kao Alen Dragojević (1989. – 1990.)
- "Vrijeme prošlo - vrijeme sadašnje" kao Metko Memić (1986.)
- "Audicija" kao Bogoljub Šaulić (1985.)
- "Veliki talenat" (1984.)

### Filmske uloge
- "Divljaci" kao specijalni agent (2022.)
- "Praznik rada" kao Zuna (2022.)
- "Nekoc so bili ljudje" kao Senad (2021.)
- "Quo vadis, Aida?" kao Joka (2020.)
- "Koncentriši se, baba" kao Muhamed (2020.)
- "Sin" kao Deda (2019)
- "Agape" kao Duspara (2017.)
- "Naša svakodnevna priča" kao Muhamed (2015.)
- "Čefuri raus" kao Radovan (2013.)
- "Led" kao policajac na polaganju (2012.)
- "Ljudožder vegetarijanac" (2012.)
- "Stanje šoka" kao psihijatar (2011.)
- "Neke druge priče" kao otac (2010.)
- "Kenjac" kao Pero (2009.)
- "Metastaze" kao Reuf (2009.)
- "Crnci" kao Lega (2009.)
- "Turneja" kao Danilo (2008.)
- "Vidimo se u Sarajevu" kao taksist (2008.)
- "Snijeg" kao Dedo (2008.)
- "Teško je biti fin" kao Sejo (2007.)
- "Armin" kao Ibro (2007.)
- "Sve džaba" kao Ljubo (2006.)
- "Put lubenica" kao Gojko (2006.)
- "Karaula" kao Safet Pašić (2006.)
- "Grbavica" kao Puška (2006.)
- "Dobro uštimani mrtvaci" kao Sead (2005.)
- "Prva plata" (2005.)
- "Lopovi prve klase" kao producent (2005.)
- "Kod amidže Idriza" kao Ekrem (2004.)
- "Ljeto u zlatnoj dolini" kao Hamid (2003.)
- "Gori vatra" kao Stanko (2003.)
- "Remake" kao Željko (2003.)
- "Prokleta je Amerika" (1992.)
- "Hajde da se volimo 3" kao konobar (1990.)
- "Stanica običnih vozova" (1990.)
- "Hajde da se volimo 2" kao konobar (1989.)
- "Čao, čao, bambina!" (1988.)
- "Život radnika" (1987.)
- "Otac na službenom putu" kao mlađi ujak (1985.)
- "Ovni in mamuti" (1985.)

## Vanjske poveznice
- Emir Hadžihafizbegović u internetskoj bazi filmova IMDb-u (engl.)